# Karen-Marie Flagstad
Karen-Marie Flagstad, född 24 november 1904, död 24 december 1992, var en norsk operasångare och skådespelare.
Som skådespelare verkade Flagstad vid bland annat Nationaltheatret, Det Nye Teater, Folketeatret, Oslo Nye Teater, Det norske teatret och Opera Comique. Hon medverkade också i filmerna Sexton Blake and the Hooded Terror (1938) och Ut av mørket (1958).
Karen-Marie Flagstad var dotter till violinisten Michael Flagstad (1869–1930) och pianisten Marie Nielsen Johnsrud (1871–1958). Hon var syster till operasångaren Kirsten Flagstad.

## Filmografi
- 1938 – Sexton Blake and the Hooded Terror
- 1958 – Ut av mørket